# Erich Hippler
Erich Anton Hippler (* 16. Februar 1892 in Braunsberg; † 29. Dezember 1969 in Osnabrück) war ein deutscher Verwaltungsjurist, der sich auch als Heimatforscher und Genealoge betätigte.

## Biographie

### Familie
Hippler war ein Sohn des Braunsberger Ackerbürgers August Hippler und seiner Ehefrau Rosa, geb. Thiel. Er heiratete die ebenfalls aus Braunsberg stammende Anna Maria Wichert, mit der er fünf Kinder hatte.

### Ausbildung
Nach der Abiturprüfung am Gymnasium in Braunsberg studierte Hippler vom Sommersemester 1911 bis zum Sommersemester 1912 an der Ludwig-Maximilians-Universität München Rechtswissenschaften. Hier trat er der katholischen Studentenverbindung KDStV Rheno-Franconia im Cartellverband der katholischen deutschen Studentenverbindungen bei. Ab dem Folgesemester setzte er seine akademische Ausbildung an der Albertus-Universität Königsberg fort und wurde Mitglied der CV-Verbindung AV Tuisconia. Das Erste Juristische Staatsexamen konnte er aufgrund der Unterbrechung durch seinen Militärdienst als Kriegsfreiwilliger während des Ersten Weltkrieges erst 1919 ablegen. Im Jahr 1921 wurde Hippler an der Albertus-Universität mit einer Arbeit mit dem Thema „Der passive diplomatische Verkehr des Papstes“ zum Doktor der Rechtswissenschaften promoviert und legte im Folgejahr das Zweite Juristische Staatsexamen ab.

### Berufstätigkeit
In den Folgejahren war Hippler als Gerichtsassessor und Regierungsassessor in Marienwerder tätig. Im Jahr 1924 wurde er als Vertreter des Landrats Hugo Neumann nach Rößel und zwei Jahre darauf zur Regierung in Osnabrück versetzt. Dort wurde er zum Regierungsrat befördert. Im Jahr 1929 wurde Hippler zunächst kommissarisch, dann im Folgejahr endgültig zum Landrat des Kreises Hildesheim ernannt.
Hippler, bis 1933 Mitglied der Zentrumspartei und gläubiger Katholik, sah sich nach der Machtübernahme der Nationalsozialisten Druckversuchen ausgesetzt, der NSDAP beizutreten, und trat untergeordneten Parteiorganisationen bei. Im Jahr 1936 wurde er dennoch seines Amtes enthoben und durch ein Mitglied der NSDAP ersetzt. Hippler wurde in den Wartestand versetzt und der Regierung in Stade zur Dienstverwendung zugeordnet. Dort tat er bis 1951 Dienst, nachdem der Wartestand 1948 aufgehoben worden war. In diesem Jahr wurde er nach Osnabrück beordert. Dort trat er im Jahr 1955 in den Ruhestand. Im Jahr 1958 wurde Hippler im Wege der Wiedergutmachung für die Herausdrängung aus dem Amt durch die nationalsozialistischen Machthaber die Rechtsstellung eines Regierungsdirektors verliehen.

### Heimatforschung und Genealogie
In seiner Freizeit beschäftigte sich Hippler intensiv mit der Geschichte des Ermlandes und seiner Bevölkerung. Er veröffentlichte zahlreiche heimatgeschichtliche und genealogische Artikel in diversen einschlägigen Zeitschriften. Sein genealogischer Nachlass befindet sich heute in der Martin-Opitz-Bibliothek.

## Veröffentlichungen
- Erich Hippler: Der passive diplomatische Verkehr des Papstes. Rechts- und staatswissenschaftliche Dissertation der juristischen Fakultät der Universität Königsberg vom 17. September 1921. Königsberger Allgemeine Zeitungs- und Verlagsdruckerei, Königsberg/Pr. 1921
- Erich Hippler: Eine Stammreihe der ermländischen Familie Harwardt. Ermländische Zeitungs- und Verlagsdruckerei, Braunsberg 1928.
- Erich Hippler: Eine Stammreihe und Hofgeschichte der ermländischen Familie Lang. In: Zeitschrift für die Geschichte und Altertumskunde des Ermlands. Bd. 30, Nr. 2. Im Selbstverlag des Historischen Vereins für Ermland, Münster 1966, S. 370–406.